# 昭和町 (大阪市)
昭和町（しょうわちょう）は、大阪市阿倍野区にある地名。現行行政地名は昭和町一丁目から昭和町五丁目。

## 地理
阿倍野区の東部に位置する。東は桃ヶ池町、長池町、南は西田辺町、西は阪南町、北は文の里。北から順に1～5丁目がある。

## 歴史

### 地名の由来
当地の土地区画整理に当たった阪南土地区画整理組合の土地造成が昭和4年（1929年）に完成し、それを記念して年号の昭和を町名としたのに由来する。

### 沿革
1966年（昭和41年）、阿倍野区昭和町東1 - 4丁目、昭和町中1 - 5丁目、昭和町西1 - 5丁目の各一部より成立。

## 世帯数と人口
2024年（令和6年）9月30日現在の世帯数と人口は以下の通りである。
| 丁目         | 世帯数    | 人口    |
| ------------ | --------- | ------- |
| 昭和町一丁目 | 1,549世帯 | 2,425人 |
| 昭和町二丁目 | 1,165世帯 | 2,074人 |
| 昭和町三丁目 | 638世帯   | 1,145人 |
| 昭和町四丁目 | 678世帯   | 1,388人 |
| 昭和町五丁目 | 540世帯   | 985人   |
| 計           | 4,570世帯 | 8,017人 |

### 人口の変遷
国勢調査による人口の推移。
| 1995年（平成7年）  | 7,094人 | [ 7 ]  |  |
| 2000年（平成12年） | 7,281人 | [ 8 ]  |  |
| 2005年（平成17年） | 7,286人 | [ 9 ]  |  |
| 2010年（平成22年） | 7,524人 | [ 10 ] |  |
| 2015年（平成27年） | 7,824人 | [ 11 ] |  |
| 2020年（令和2年）  | 8,059人 | [ 12 ] |  |

### 世帯数の変遷
国勢調査による世帯数の推移。
| 1995年（平成7年）  | 3,171世帯 | [ 7 ]  |  |
| 2000年（平成12年） | 3,396世帯 | [ 8 ]  |  |
| 2005年（平成17年） | 3,603世帯 | [ 9 ]  |  |
| 2010年（平成22年） | 3,873世帯 | [ 10 ] |  |
| 2015年（平成27年） | 4,101世帯 | [ 11 ] |  |
| 2020年（令和2年）  | 4,411世帯 | [ 12 ] |  |

## 学区
市立小・中学校に通う場合、学区は以下の通りとなる。なお、小学校・中学校入学時に学校選択制度を導入しており、通学区域以外に阿倍野区の小学校（自宅から概ね2km以内）・中学校から選択することも可能。
| 丁目         | 番                              | 小学校             | 中学校               |
| ------------ | ------------------------------- | ------------------ | -------------------- |
| 昭和町一丁目 | 全域                            | 大阪市立苗代小学校 | 大阪市立阿倍野中学校 |
| 昭和町二丁目 | 1～19番 20番1〜5号 20番20〜27号 | 大阪市立苗代小学校 | 大阪市立昭和中学校   |
| 昭和町二丁目 | 20番6～19号 21番                | 大阪市立長池小学校 | 大阪市立昭和中学校   |
| 昭和町三丁目 | 全域                            | 大阪市立長池小学校 | 大阪市立昭和中学校   |
| 昭和町四丁目 | 全域                            | 大阪市立長池小学校 | 大阪市立昭和中学校   |
| 昭和町五丁目 | 全域                            | 大阪市立長池小学校 | 大阪市立昭和中学校   |

## 事業所
2021年（令和3年）現在の経済センサス調査による事業所数と従業員数は以下の通りである。
| 丁目         | 事業所数  | 従業員数 |
| ------------ | --------- | -------- |
| 昭和町一丁目 | 208事業所 | 1,400人  |
| 昭和町二丁目 | 164事業所 | 929人    |
| 昭和町三丁目 | 49事業所  | 622人    |
| 昭和町四丁目 | 37事業所  | 191人    |
| 昭和町五丁目 | 111事業所 | 582人    |
| 計           | 569事業所 | 3,724人  |

## 交通

### 鉄道
- Osaka Metro
  - 御堂筋線 - 昭和町駅・西田辺駅
  - 谷町線 - 文の里駅

### バス
- 大阪シティバス
  - 3・54B・54D号系統 - 地下鉄西田辺停留所

### 道路
- 松虫通
- 大阪府道28号大阪高石線（あびこ筋）
- 大阪府道5号大阪港八尾線（南港通）
- 阪神高速14号松原線 - 文の里出入口

## 施設
- 桃山学院中学校・高等学校
- 大阪市立阿倍野中学校
- 尼崎信用金庫昭和町支店
- ライフ昭和町駅前店
- 昭和町二丁目商店街
  - ビス昭南
- 文の里商店街
- 福専寺
- 光明寺
- 広善寺
- 阿倍野警察署西田辺交番

## その他

### 日本郵便
- 〒545-0011[3]（集配局：阿倍野郵便局[17]）